# Oxysmilia corrugata
Espèce
Statut CITES
Oxysmilia corrugata est une espèce de coraux appartenant à la famille des Caryophylliidae.